# ربوده‌شده (فیلم ۲۰۰۸)
ربوده‌شده (به انگلیسی: Taken)، یک فیلم در ژانر اکشن و هیجان‌آور محصول ۲۰۰۸ فرانسه است. این فیلم را پیر مورل کارگردانی کرده و لیام نیسون، فامکه یانسن و مگی گریس در آن به بازی پرداخته‌اند. فیلم‌نامه ربوده شده را لوک بسون نوشته‌است. این فیلم نخستین قسمت از مجموعه‌فیلم‌های ربوده‌شده است.

## خلاصهداستان
برایان میلز، جاسوس سابق سی‌آی‌ای که از همسرش جدا شده‌است، به همراه دوستانش به عنوان محافظ شخصی کار می‌کند. تا اینکه کیم (دختر ۱۷ ساله او که نزد مادرش زندگی می‌کند) از او اجازه می‌خواهد تا به همراه دوستش آماندا سفری به پاریس داشته باشند. برایان، که از خطرات سفر دختران جوان و تنها آگاه است، ابتدا مخالفت می‌کند. اما بعد با شرط ارتباط پی‌درپی تلفنی با سفر دخترش موافقت می‌کند. کیم و آماندا به محض ورود به پاریس در فرودگاه با پسر جوانی آشنا می‌شوند. این پسر بعد از یادگرفتن آدرس محل اقامت آن‌ها، گروهی از قاچاقچیان انسان را به سراغ آن‌ها می‌فرستد. این واقعه مصادف می‌شود با تماس تلفنی برایان از آمریکا با کیم و در نتیجه از ربوده شدن دخترش توسط قاچاقچیان انسان آگاه می‌شود.
برایان با کمک دوستانش می‌فهمد که ربایندگان گروهی آلبانیایی خطرناک هستند و مهلت کمی برای نجات دخترش باقی است.

از این رو بلافاصله به پاریس رفته و شروع به تحقیقات می‌کند. برای این کار به سراغ ژان کلاد یکی از همکاران سابقش در وزارت اطلاعات و امنیت فرانسه می‌رود. اما خیلی زود می‌فهمد که ژان کلاد از حامیان باندهای قاچاق انسان است. برایان با استفاده از مهارت‌های شغل پیشین خود موفق به یافتن رد دخترش شده و سرانجام دخترش را در محل فروش مخفیانه دختران جوان، می‌یابد. خریدار یک میلیونر عرب است و برایان ناچار می‌شود او و محافظانش را به قتل برساند. برایان به همراه دخترش به آمریکا بازمی‌گردد و او را به همسر سابقش می‌سپارد.

## توزیع
ربوده شده در ۲۸ فوریه ۲۰۰۸ در فرانسه اکران شد. در ۲۶ سپتامبر ۲۰۰۸ در بریتانیا و ۳۰ ژانویه ۲۰۰۹ در آمریکا به روی پرده رفت.

## دنباله
در نوامبر ۲۰۱۰، فاکس قرن بیستم اعلام کرد که دنباله‌ای از این فیلم به نام ربوده‌شده ۲ ساخته خواهد شد. لیام نیسون قراردادی برای بازی در این فیلم امضا کرده‌است و در سال ۲۰۱۲ این فیلم اکران شد؛ و قسمت سوم با نام ربوده‌شده ۳ در سال ۲۰۱۵ اکران شد.